# 胸眼鈍鰕虎魚
胸眼鈍鰕虎魚（学名：Amblygobius stethophthalmus），为輻鰭魚綱鰕虎鱼目鰕虎亞目鰕虎科鈍鰕虎魚屬下的一个种，分布於印度西太平洋緬甸至印尼、密克羅尼西亞海域，棲息深度0-5公尺，體長可達8.5公分，棲息在水淺、沙石底質且有遮蔽的底層水域，生活習性不明。

## 扩展阅读
- 維基物種上的相關：胸眼鈍鰕虎魚